# Прилагођене апликације за побољшане логике мобилне мреже
Прилагођене апликације за побољшане логике мобилне мреже или CAMEL (енгл. Customised Applications for Mobile networks Enhanced Logic) је скуп стандарда намењен да ради на основној GSM мрежи или UMTS мрежи (ETSI TS 123 078).
Они омогућавају оператеру да дефинишу услуге преко и изнад стандардних ГСМ услуга или UMTS услуга.
CAMEL архитектура се заснива на стандарде интелигентна мрежа, и користи  протокол.
Многе услуге могу бити израђене помоћу CAMEL-а, а посебно је ефикасан у допуштању да се ове услуге нуде када је претплатник у ромингу, као што је, на пример, бирање броја без префикса (број који корисник бирање је увек исти без обзира земље у којој се прави позив) или бешавни приступ MMS порукама из иностранства.

## Фазе
је увијек намјерен да буде наведен у фазама. Од 2007. године, постоје 4 фазе које су описане, на које свака гради на претходну фазу.
Фаза 1 и 2 су биле дефинисане прије што су 3G мреже биле наведене, и због тога подржава додатне услуге на GSM мрежи, иако су једнако примјењиве на 2.5G и 3G мреже. Фаза 3 је дефинисана за 3GPP издања 99 и 4, и тиме је GSM и UMTS заједничка спецификација, док Фаза 4 је дефинисан као део 3GPP издање 5.